# Dodge Dart
Dodge Dart — модель легкового автомобіля, який виготовляли в США підрозділом Dodge корпорації Chrysler з 1960 по 1976 роки, в Південній Америці - до 1983 року. Вважається, що своєю назвою він зобов'язаний новітньому, на ті часи, надзвуковому винищувачу фірми Convair.
З 2012 по 2016 рік виготовлявся седан середнього класу під назвою Dodge Dart, який на мексиканському ринку був замінений на Dodge Neon.

## Повнорозмірний Dart (1960—1961)

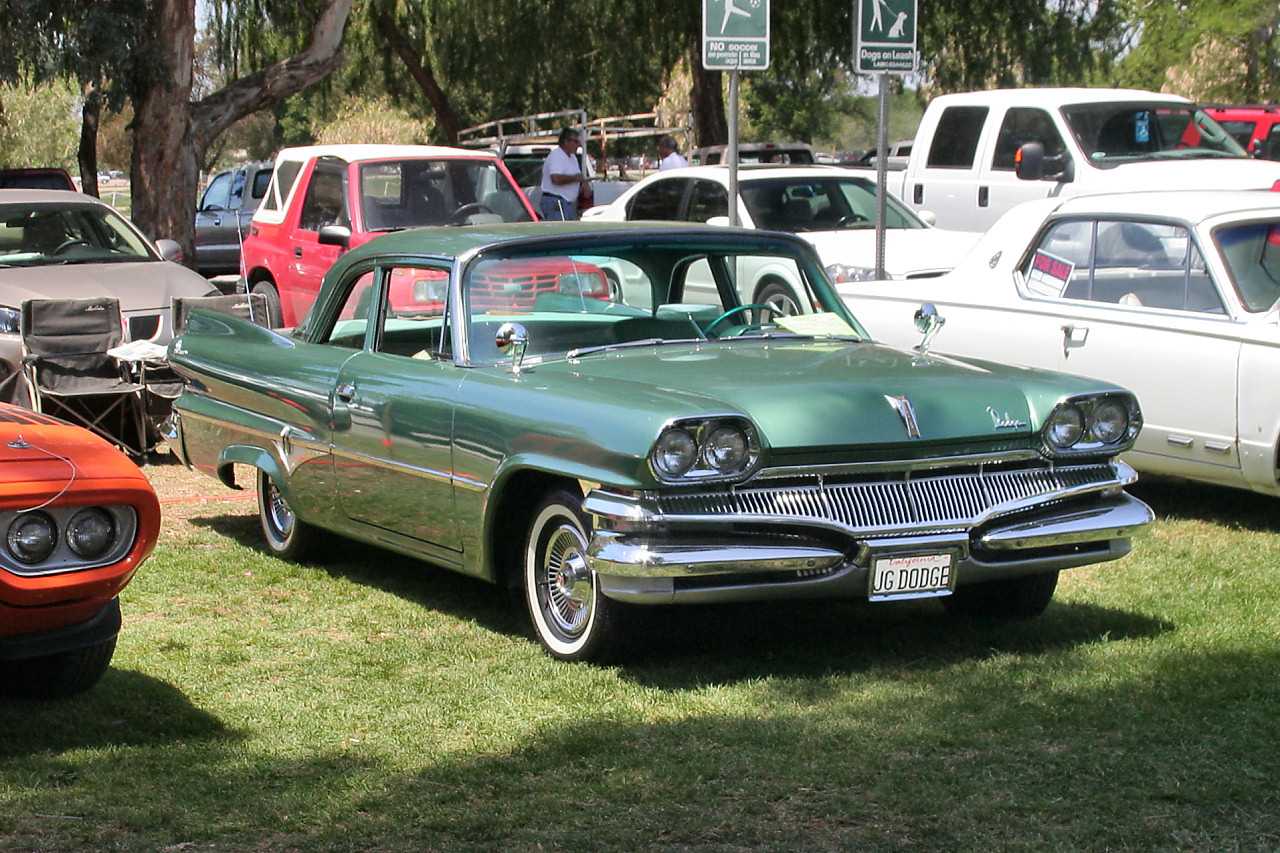

Перше покоління «Дарта» являло собою невеликий повнорозмірний автомобіль, представлений в 1960 модельному році як безпосередня заміна моделей Plymouth, які раніше продавалися через дилерські представництва марки Dodge, - що практикувалося ще з 1930-х років, але на початку 60-х було припинено через структурні зміни всередині Chrysler Corp.
Він мав загальну платформу з повнорозмірними «Плімут», поступаючись іншим «Доджам» 1960 року по габаритним розмірам і довжині колісної бази. Існувало три варіанти комплектації - Seneca, Pioneer і Phoenix, також на вибір пропонувалося три варіанти двигуна: шестициліндровий з похилим розташуванням циліндрів (Slant Six) робочим об'ємом 225 куб. дюймів (3,7 л) або V8 об'ємом 318 куб. дюймів (5,2 л) та 361 куб. дюйм (5,9 л). Також для V8 можна було вибирати між двох-та чотирикамерним карбюратором і здвоєним або одичночним випуском.
«Дарт» відразу завоював велику популярність, правда ціною внутрішньої конкуренції з аналогічною продукцією «Плімута». По продажах він швидко обійшов більші повнорозмірні «Доджі» нижчої і середньої цінової категорії, покупець віддавав перевагу таким ж по вартості, але менші за розмірами і краще оснащені «Дарт».
1961 модельний рік приніс рестайлінг кузова, який був визнаний публікою невдалим. Результатом стало зниження продажів «Дарт» відразу на 46%, що призвело до безпрецедентного з часів рецесії кінця 50-х падіння обсягів випуску всього підрозділу Dodge в цілому. Також модель 1961 року мала вдосконалений двигун, генератор змінного струму замість попереднього генератора постійного струму і ряд інших відмінностей.
У 1960 році було продано 266 700 повнорозмірних «Дарт», в 1961 - 142 000.

## Середньорозмірний Dart (1962)

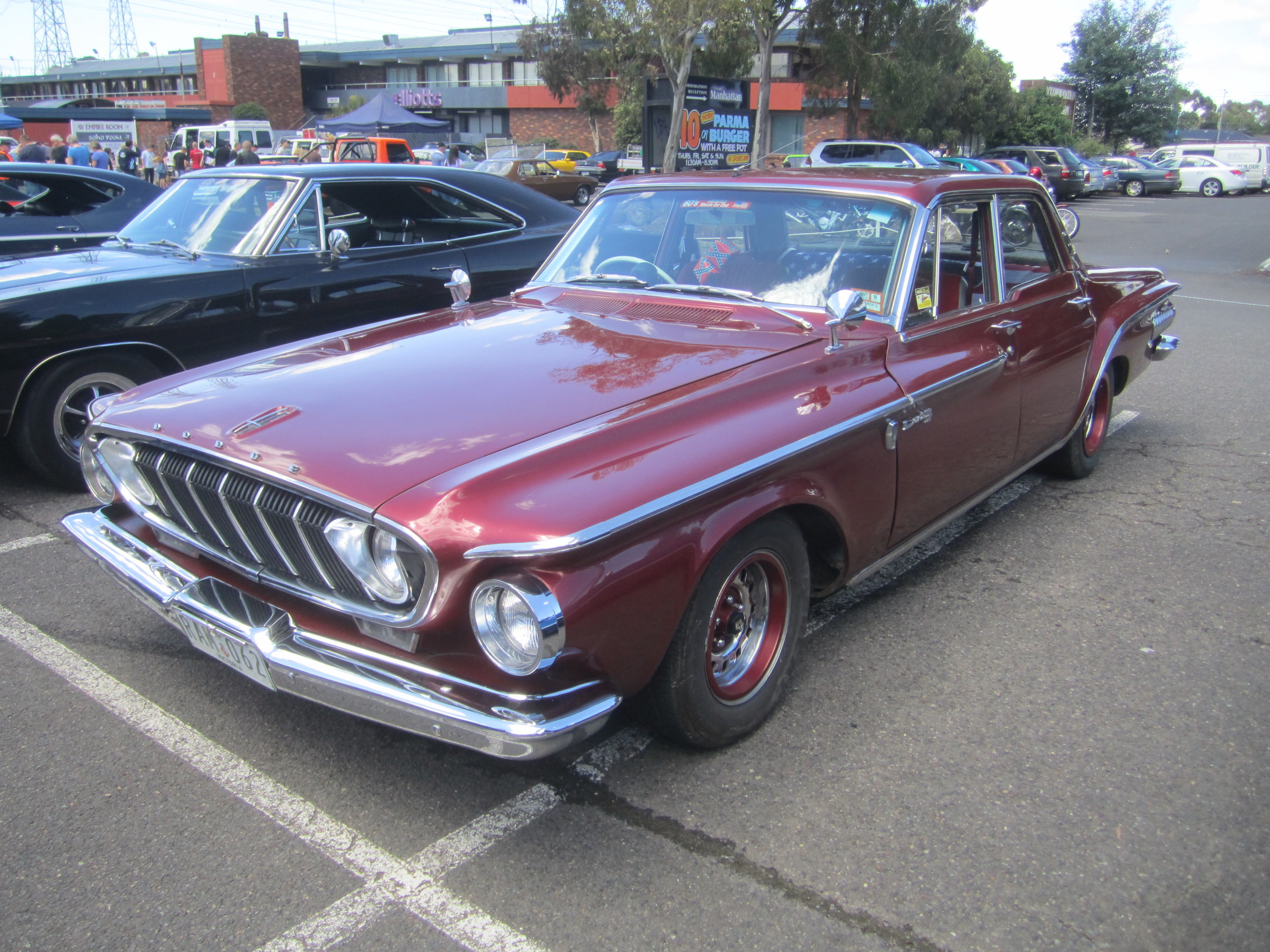

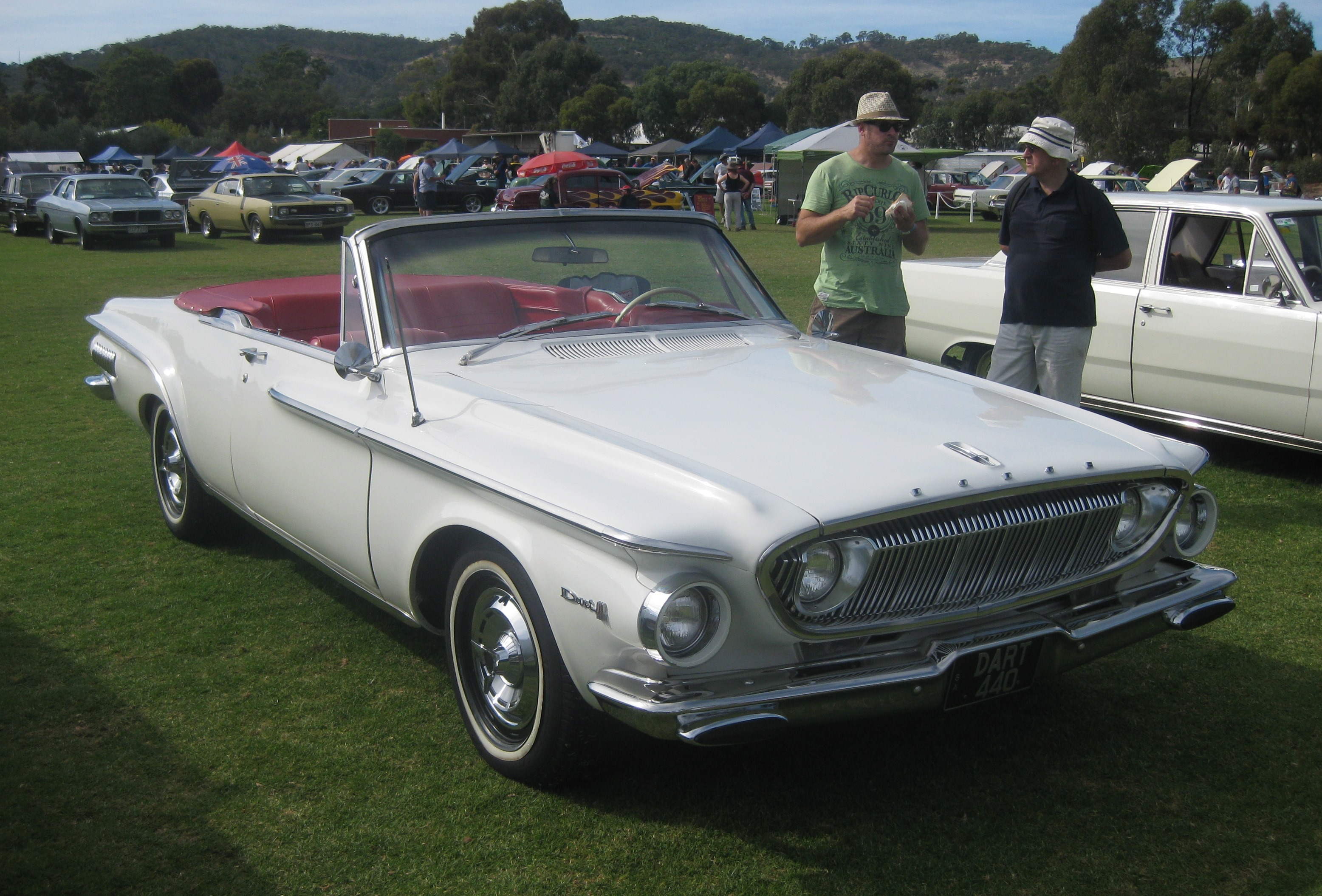
Dodge Dart 440 Convertible

У 1962 році корпорація Dodge представила нове покоління моделі Dart. Спочатку він був запланований як повнорозмірний автомобіль, відповідно до пануючих певний час серед топ-менеджменту «Крайслера» уявленням, що після появи «компактних» моделей на початку 1960-х років усі американські автомобілі стануть послідовно зменшуватися в розмірах, в тому числі і повнорозмірні (можливо, ця плітка була запущена конкурентами з General Motors як дезінформація). В результаті до 1962 року моделі «Доджа» і «Плімута» були істотно зменшені в розмірах і переведені на порівняно коротку 2900 мм колісну базу.
Однак це уявлення виявилося помилковим, і в 1962 році «Додж», ризикуючи опинитися взагалі без «повнорозмірника» в своїй виробничій програмі, був змушений у терміновому порядку розпочати виробництво Dodge Custom 880, по суті колишнього злегка переробленого варіанту повнорозмірного «Крайслера» того ж року з передком, виконаним у стилі «Доджа» 1961 року. «Дарт» 1962 року ж в кінцевому підсумку опинився в одній розмірній категорії з такими середньорозмірними автомобілями конкурентів, як Ford Fairlane, так що сьогодні його як правило теж розглядають як мід-сайз.
Машина мала неординарний дизайн, багато в чому - завдяки «запозиченим» у одноплатформенників Plymouth Valiant та Dodge Lancer елементам кузовного «заліза». Однак, попри ці запозичення, автомобіль відрізнявся неповторним стилем, який викликав неоднозначну реакцію у автомобільного співтовариства.
Політика модельного ряду, використана компанією Dodge для даної машини, передбачала безліч варіантів комплектації.
Найменш обладнаною комплектацією, яка йшла на експорт в Канаду був Dodge Dart Phoenix, що комплектувався рядним 6-циліндровим двигуном, робочий об'єм якого дорівнював 3,7 л.
Далі йшли базові для США Dart 330 і Dart 440 з двигунами Ramcharger V8 об'ємом 5,2 і 5,9 л. відповідно.
Найпотужнішою комплектацією, що передбачала деяке полегшення кузова, був Dart Max Wedge 413 з двигуном Max Wedge 413 об'ємом 6,8 л. Завдяки використанню уніфікованої платформи, яка передбачає легкий кузов і потужний двигун автомобіль користувався великою популярністю у дрег-рейсерів. Автомобілі, що брали участь в гонках серії NASCAR, мали сильно модифіковані двигуни Max Wedge 413.
Усвідомлюючи неоднозначне сприйняття покупцями дизайну та інтер'єру нового Dart, компанія Chrysler робила зусилля по стимулюванню збуту моделі.
Зокрема, на автомобілі Dodge Dart 1962 модельного року їздить капітан Кулпеппер у відомому фільмі "Цей шалений, шалений, шалений, шалений світ" (США, 1963 р.).

## Компактний Dart (1963—1976)

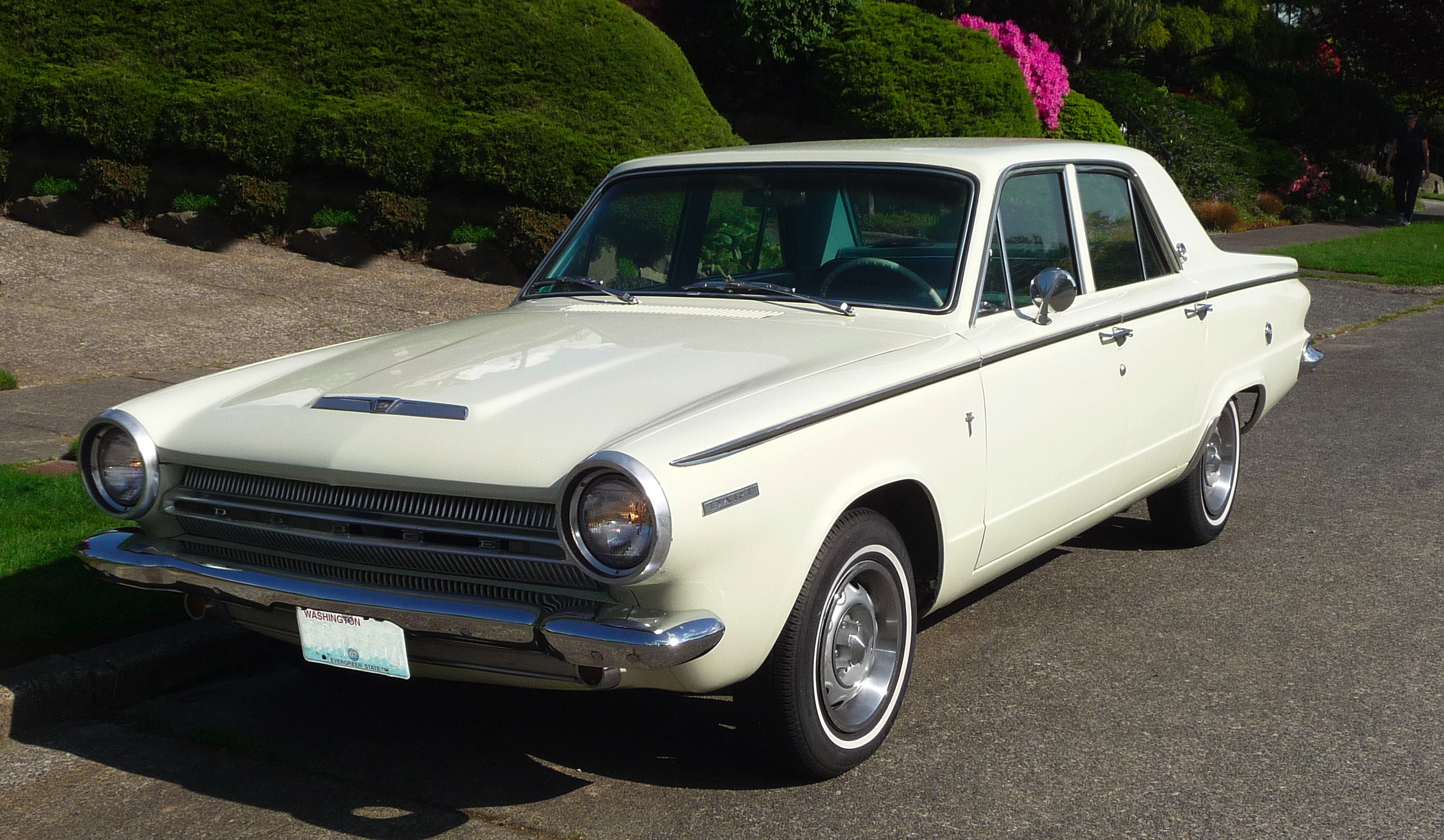
1963-1966

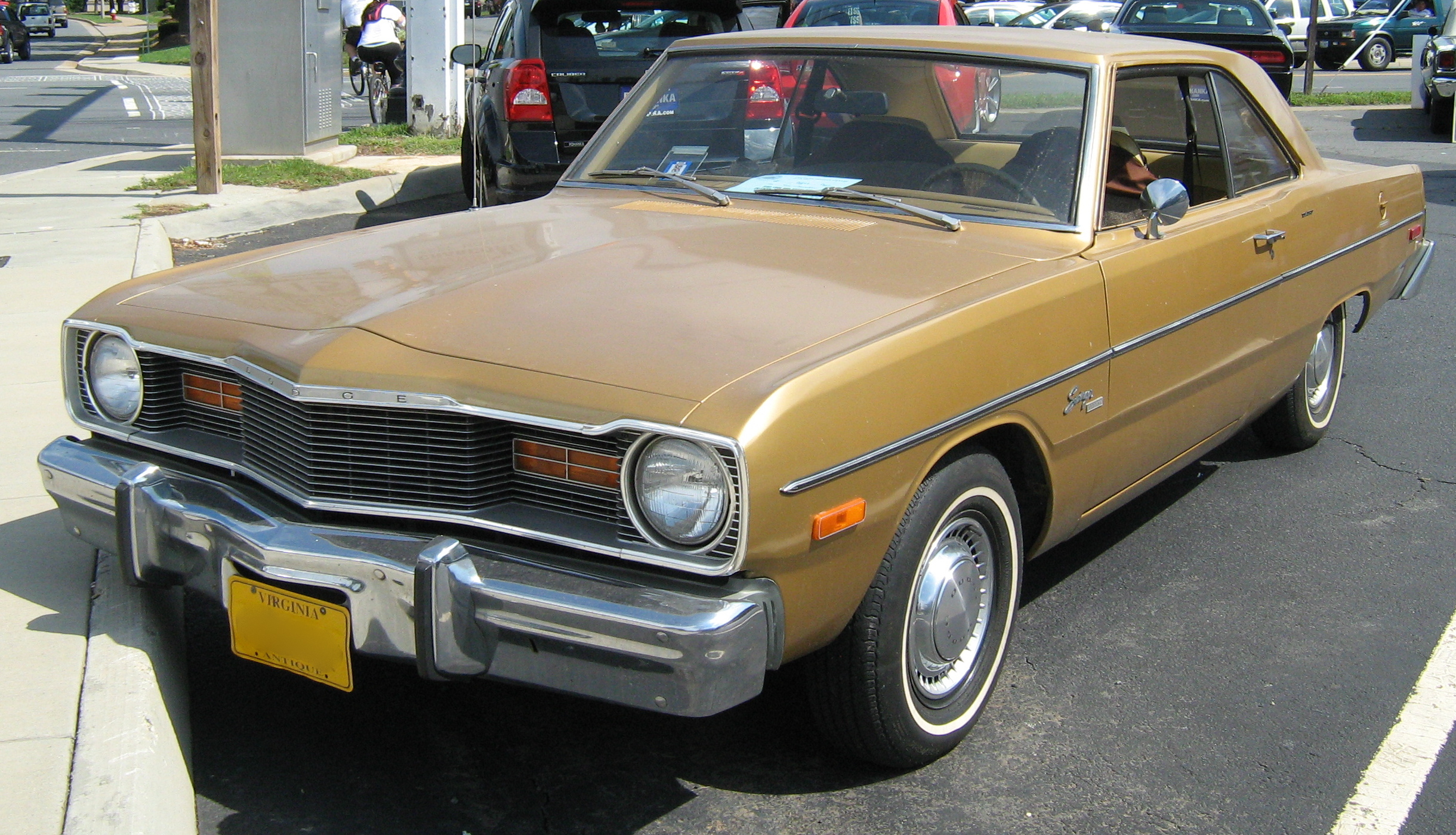
1967-1976

Dodge Dart 1963—1976 модельних років відносився до класу великих компактів - «senior compacts». Машина була побудована на так-званій A-Platform, поділяючи її з дрібнішими Plymouth Valiant, Plymouth Barracuda сегменту Pony Car та іншими компактами Chrysler Corporation. Існувало два покоління на єдиній платформі.

## Відроджений Dart (2012—2016)

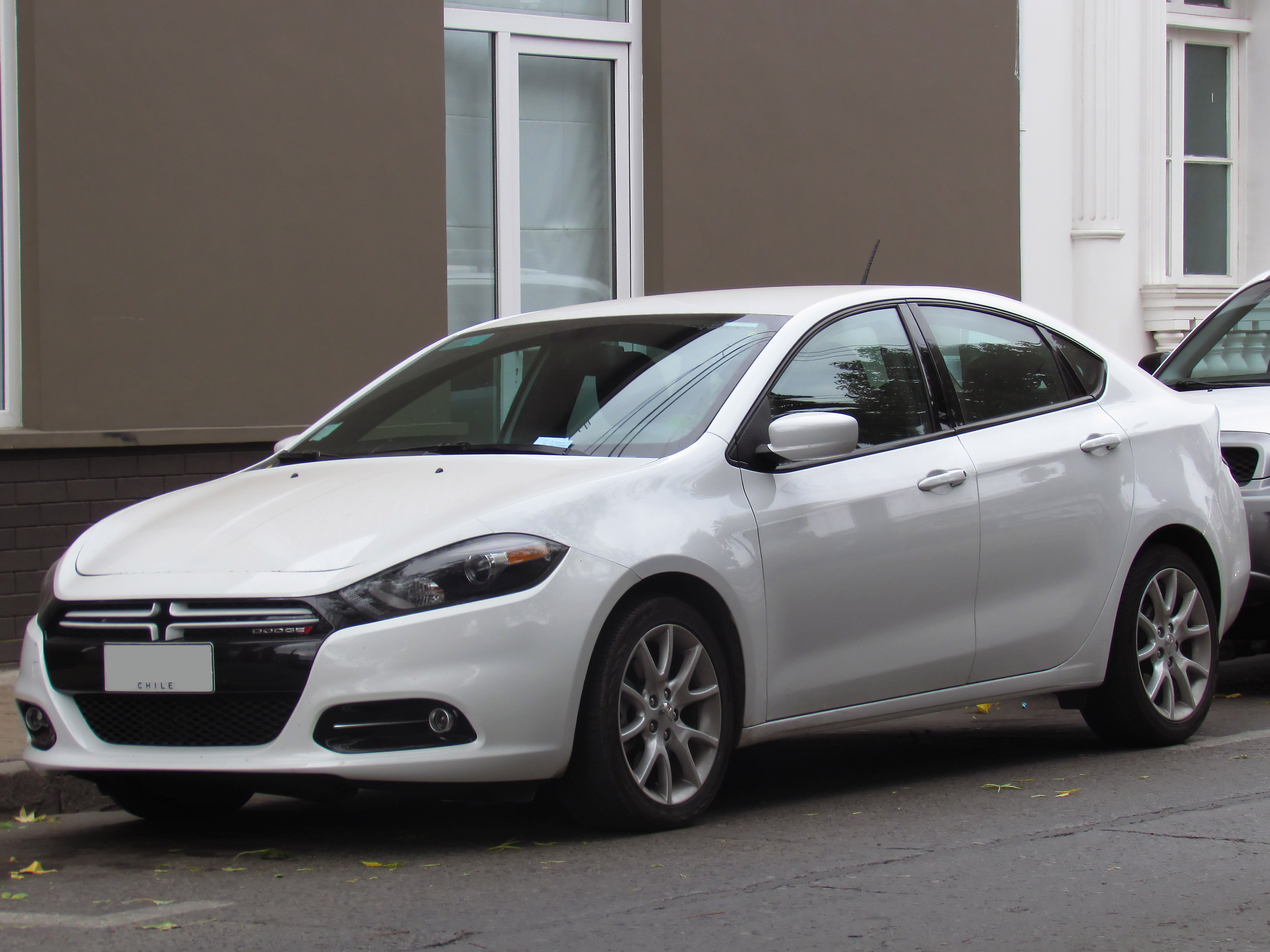
Dodge Dart Rallye

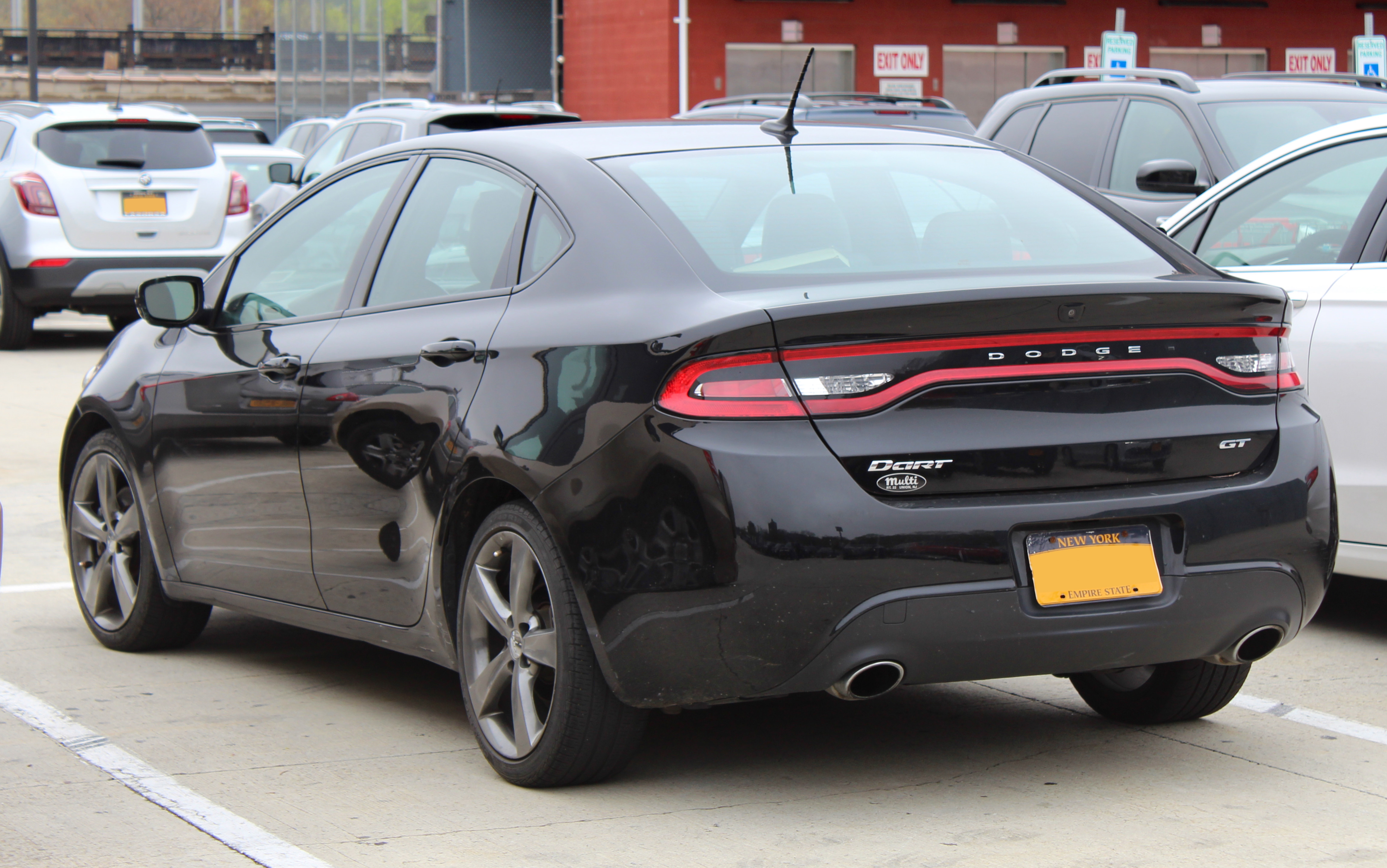
Dodge Dart GT

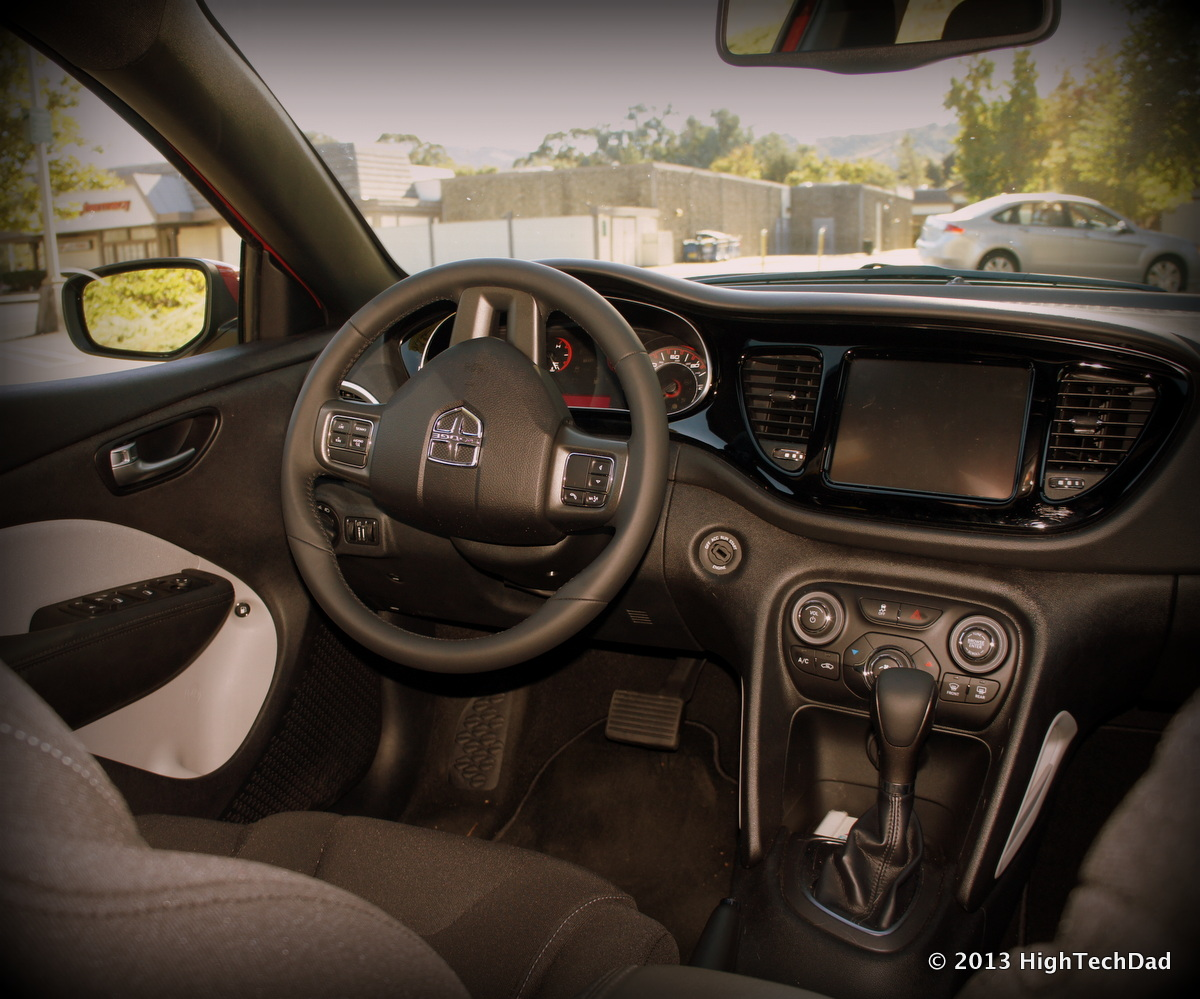

9 січня 2012 року на Північноамериканському автосолані компанія Dodge представила нове покоління моделі Dart, яке базується на платформі Fiat Compact US Wide, разом з Alfa Romeo Giulietta, Jeep Cherokee і Chrysler 200.
Особливих змін від моделей Dodge Dart  2016 року очікувати не варто, тим не менше, Dart освоює технології та елементи, які, безумовно, привертають увагу. Двигуни отримали технологію MultiAir, яка контролює відкривання та закривання впускних клапанів, за рахунок чого покращується економія пального та продуктивність. 
Седан Dodge Dart 2016 представлений у Luxurious Limited, GT, SXT та SE комплектаціях. Базова модель постачається з вікнами з електроприводом, телескопічною рульовою колонкою та декількома подушками безпеки. Модель SE єдина, яка оснащена 2.0-літровим чотирициліндровим двигуном. Кондиціонер, електропривод бічних дзеркал заднього виду та електричні дверні замки у даному випадку є опціями. Модель вищої комплектації SXT отримала ці елементи стандартно. Під капотом моделей SXT, GT і Limited прихований більш потужний 2.4-літровий чотирициліндровий двигун. За потужність моделі Aero відповідає 1.4-літровий турбодвигун. 

### Двигуни
Автомобіль оснащується 3-ма видами двигунів: 2,0 - (160 к.с.) і 2,4-літровими (184 к.с.) атмосферниками від GEMA і 1,4-літровим турбованим двигуном потужністю 160 к.с. від Fiat, який використовується на зарядженій версії Fiat 500 - Fiat 500 Abarth. Останній двигун був адаптований до американських умов і має більший крутний момент. 6-швидкісний автомат доступний на версіях з 2,0 - і 2,4-літровими агрегатами, а шестиступінчастий DSG доступний на автомобілі з двигуном 1,4 літра. 9-швидкісна автоматична коробка передач стане доступна у 2013 році; 6-ступінчаста механіка доступна на всіх версіях. Всі двигуни для Dart виробляються в Данді, штат Мічиган. Версія SRT, на думку журналу Motor Trend, з'явиться в 2014 модельному році.
- 1,4 L l4 Turbo Multiair 160 к.с.
- 2,0 L l4 WGE Tigershark 160 к.с.
- 2,4 L l4 WGE Tigershark Multiair 2 184 к.с.

### Підвіска
На Dart використовується підвіска схожа з підвіскою Alfa Romeo Giulietta: спереду він має стійки Макферсон, гвинтові пружини, двотрубні амортизатори, стабілізатор поперечної стійкості, а ззаду - незалежна підвіска. Підвіска стала м'якшою в порівнянні з підвіскою Giulietta.

### Fiat Viaggio
Fiat представив свою ребеджірованну версію автомобіля на Пекінському автосалоні 2012 . Автомобіль поки спроектований для китайського ринку, збірка буде здійснюватися на заводі в Чанша, провінція Хунань. Продажі повинні стартувати в третій чверті 2012 року.
Viaggio буде оснащуватися одним двигуном - 1,4-літровим турбованим T-Jet, що розвиває 120 або 150 к.с., а також 5-ступінчастою механічної трансмісією Fiat Powertrain Dual Dry Clutch Transmission (DDTC).

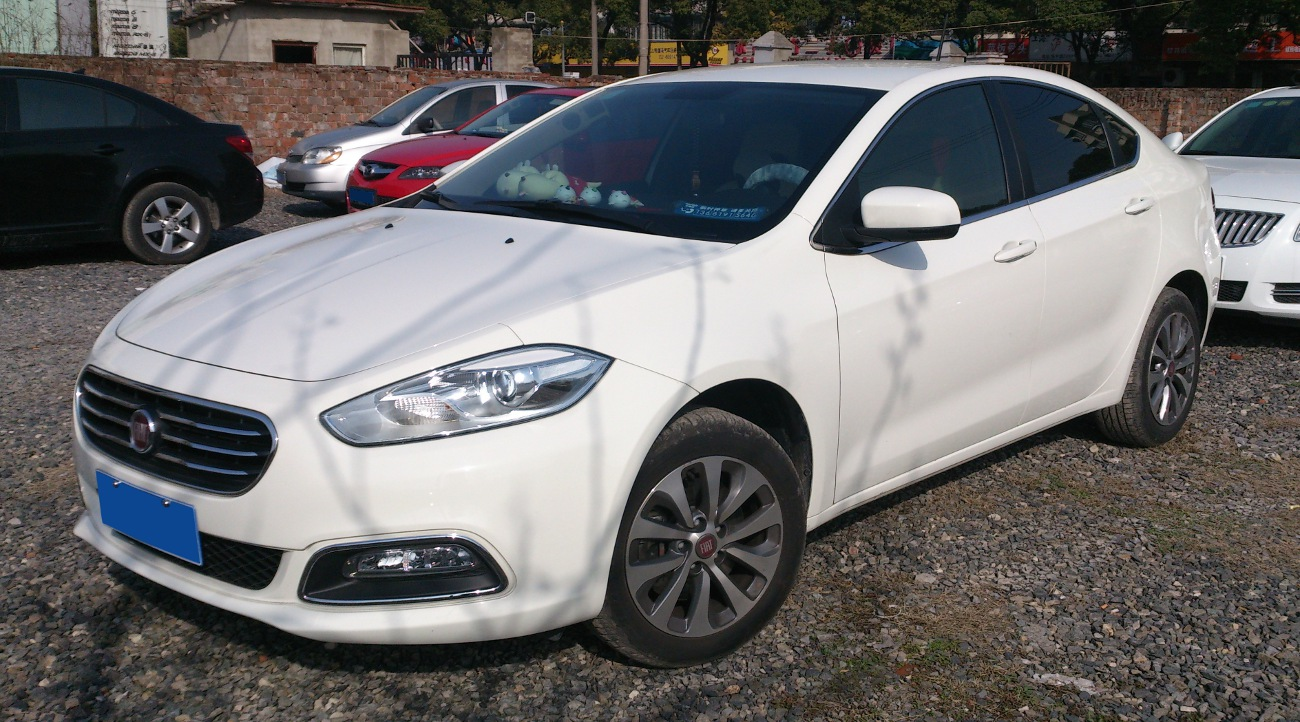
Fiat Viaggio
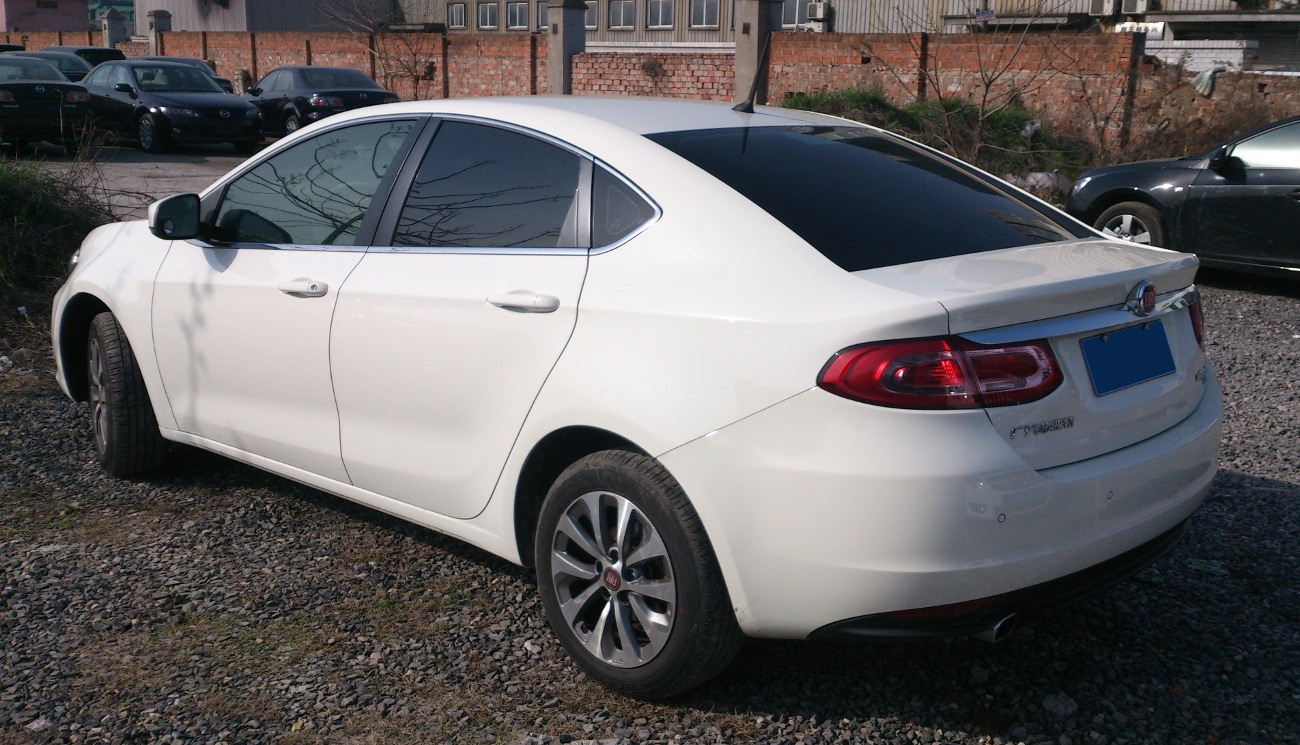
Fiat Viaggio

### Fiat Ottimo
На автосалоні в китайському Гуанчжоу в листопаді 2013 року був представлений Fiat Ottimo. Це варіант моделі Fiat Viaggio, але з кузовом хетчбек і дещо іншим зовнішнім оформленням. Вся технічна начинка залишилася ідентичною. Виробництво і продаж автомобіля будуть організовані поки тільки в Китаї.

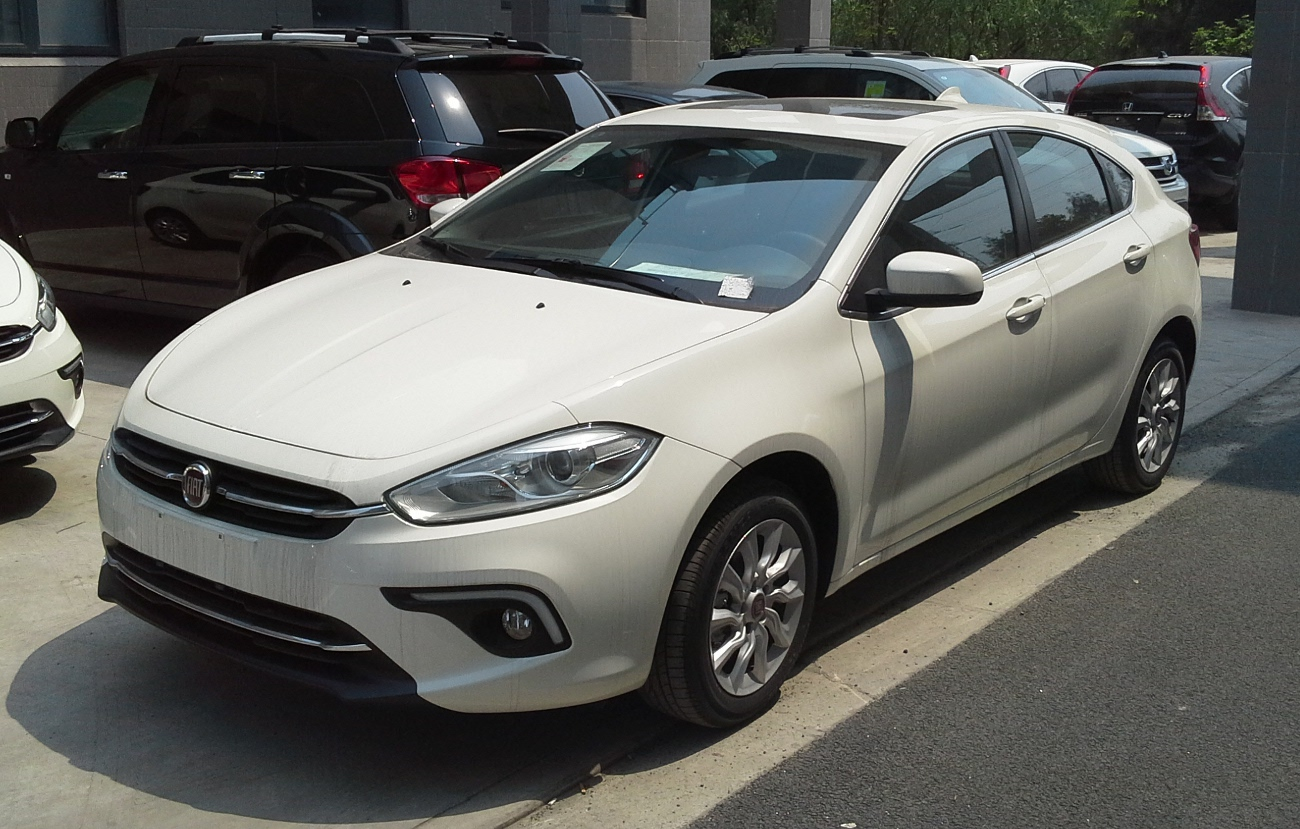
Fiat Ottimo
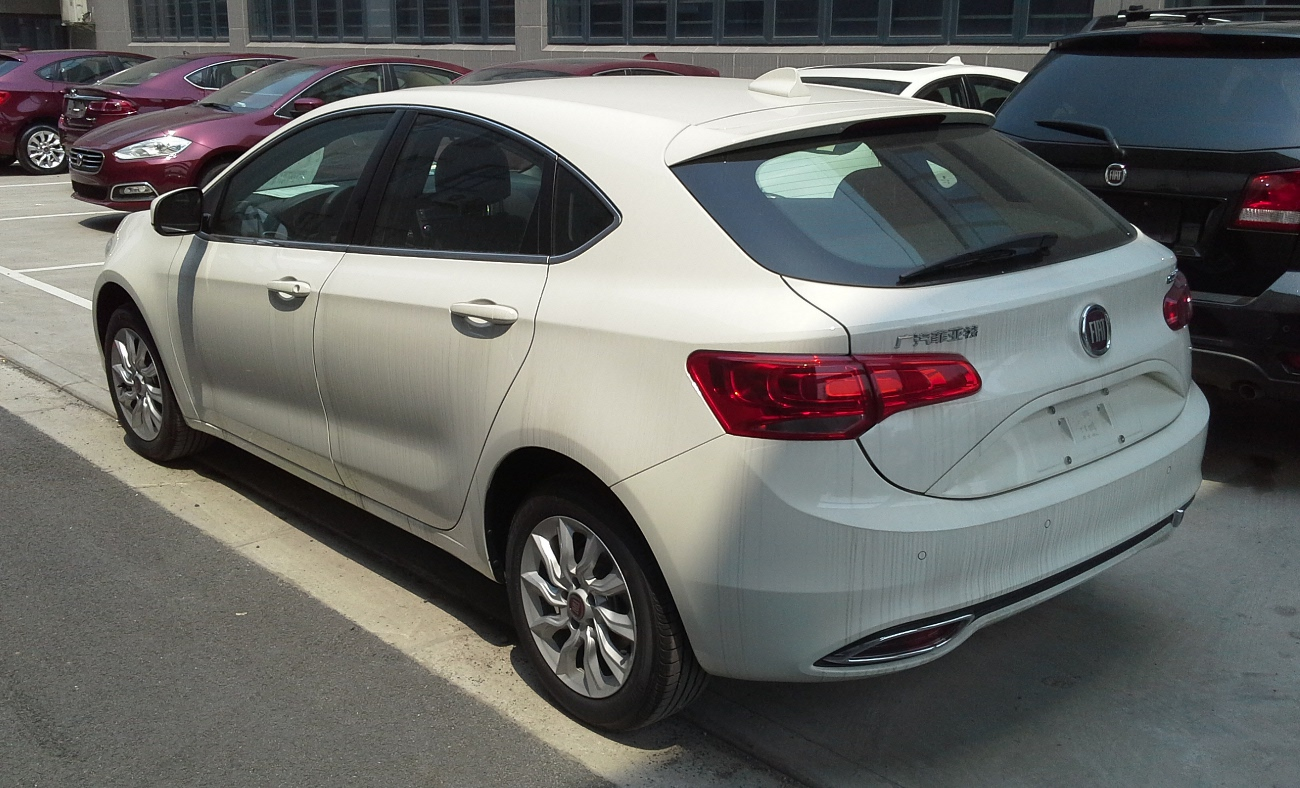
Fiat Ottimo

## Продажі в США
Екземплярів (Рік):
- 1963: 140.900
- 1964: 181.300
- 1965: 177.300
- 1966: 83.600
- 1967: 153.500
- 1968: 171.800
- 1969: 191.000
- 1970: 191.986
- 1971: Dart: 170.461; Demon: 79.959
- 1972: Dart: 214.788; Demon: 48.580
- 1973: Dart: 209.264; Sport: 79.428
- 1974: Dart: 195.998; Sport: 67.469
- 1975: Dart: 133.905; Sport: 37.192
- 1976: Dart: 39.822; Sport: 13.642

| рік  | авто   |
| ---- | ------ |
| 2012 | 25,303 |
| 2013 | 83,388 |